# Sebaethiella
Sebaethiella là một chi bọ cánh cứng trong họ Chrysomelidae.
Chi này được miêu tả khoa học năm 1993 bởi Medvedev.

## Các loài
Các loài trong chi này gồm:
- Sebaethiella luzonica Medvedev, 1993
- Sebaethiella maculata Medvedev, 2004
- Sebaethiella mindanaica Medvedev, 1993